# Revolver (bài hát)
"Revolver" là một bài hát của nữ ca sĩ nhạc pop người Mỹ Madonna từ album tổng hợp hit thứ ba của cô mang tên Celebration, với sự góp mặt của rapper Lil Wayne. Ca khúc này được đồng sáng tác bởi Madonna, Carlos Battey, Steven Battey, Dwayne Carter, Justin Franks và Brandon Kitchen, và đồng sản xuất bởi Madonna và DJ Frank E. Bài hát này được phát hành trên mạng internet trước khi album Celebration chính thức được phát hành. Tháng 12 năm 2009, hãng đĩa Warner Bros. xác nhận "Revolver" là đĩa đơn thứ hai của album theo sau đĩa đơn cùng tên album, bao gồm nhiều đĩa CD chứa các bản remix khắp châu Âu và nước Mỹ.
Madonna hát xuyên suốt ca khúc "Revolver" với một đoạn rap phụ họa ở đoạn gần cuối của ca khúc bởi Lil Wayne. Lời ca của bài hát nói về một tình yêu ngang trái với vũ khí. Các nhà phê bình đương đại đưa ra lời khen chê lẫn lộn về ca khúc. Một số khen ngợi đoạn điệp khúc "My love's a revolver. My sex is a killer. Do you wanna die in happy?" ("Tình yêu của em là một khẩu súng lục, tình dục của em là một kẻ sát nhân. Anh có muốn được chết một cách ngọt ngào không?") nhưng số khác cho rằng bài hát không gây được ấn tượng và không bằng các ca khúc trước của Madonna.

## Danh sách ca khúc
- EU/USA Digital Maxi-Single[1]

1. Revolver (Madonna vs. David Guetta One Love Remix)
2. Revolver (Madonna vs. David Guetta One Love Remix) (Feat. Lil Wayne)
3. Revolver (Madonna vs. David Guetta One Love Club Remix)
4. Revolver (Paul van Dyk Remix)
5. Revolver (Paul van Dyk Dub)
6. Revolver (Tracy Young's Shoot To Kill Remix)
7. Celebration (có sự tham gia của Akon)
8. Celebration (Felguk Love Remix)

- EU/USA 12" Vinyl Single[1]

1. Revolver (Madonna vs. David Guetta One Love Club Remix)
2. Revolver (Paul van Dyk Remix)
3. Revolver (Tracy Young's Shoot To Kill Remix)
4. Revolver (Paul van Dyk Dub)
5. Revolver (Madonna vs. David Guetta One Love Remix) (Feat. Lil Wayne)
6. Celebration (Feat. Akon)
7. Celebration (Felguk Love Remix)

- EU/USA CD Maxi-Single[1]

1. Revolver (Madonna vs. David Guetta One Love Remix (Feat. Lil Wayne)
2. Revolver (Madonna vs. David Guetta One Love Remix)
3. Revolver (Madonna vs. David Guetta One Love Club Remix)
4. Revolver (Paul van Dyk Remix)
5. Revolver (Paul van Dyk Dub)
6. Revolver (Tracy Young's Shoot To Kill Remix)
7. Celebration (Feat. Akon)
8. Celebration (Felguk Love Remix)

## Xếp hạng
| Bảng xếp hạng (2009/2010)           | Quốc gia      | Vị trí cao nhất |
| ----------------------------------- | ------------- | --------------- |
| Belgium Singles Chart (Flanders)    | Bỉ            | 21              |
| Belgium Singles Chart (Wallonia)    | Bỉ            | 12              |
| Canadian Hot 100                    | Canada        | 47              |
| Danish Singles Chart                | Đan Mạch      | 30              |
| French Singles Chart                | Pháp          | 25              |
| Finnish Singles Chart               | Phần Lan      | 6               |
| Irish Singles Chart                 | Ireland       | 41              |
| Italian Singles Chart               | Ý             | 16              |
| Spanish Singles Chart               | Tây Ban Nha   | 39              |
| UK Singles Chart                    | Liên hiệp Anh | 130             |
| U.S. Billboard Hot Dance Club Songs | Mỹ            | 4               |